# Raymond Shiner
Raymond Shiner (* 1923 oder 1924; † 3. Dezember 1999) war ein US-amerikanischer Jazz-, Theater- und Studiomusiker (Oboe).

## Leben und Wirken
Shiner, der neben der Oboe noch weitere Holzblasinstrumente spielte, arbeitete zwei Jahrzehnte am New Yorker Broadway;  u. a. spielte er in der Originalaufführungen von Fiddler on the Roof, A Funny Thing Happened on the Way to the Forum, Cabaret, Superman und West Side Story. Des Weiteren gehörte er zu den Gründungsmitgliedern des Sauter-Finegan Orchestra und war Mitbegründer des Central New York Jazz Orchestra. Als Studiomusiker wirkte Shiner an mehreren Aufnahmen mit, u. a. mit Stu Phillips und dem Orchestra U. S. A. 1960 nahm er mit Hal Mooney (Flutes & Percussion: Jerome Kern) auf und war im Gil Evans Orchester bei Miles Davis’ Album Quiet Nights zu hören. 1965 wirkte er mit Eddie Sauter und Stan Getz am Soundtrack des Arthur-Penn-Films Mickey One mit. 1968 zog er nach Potsdam im Staat New York, um an der Crane School of Music zu unterrichten, wo er ein Jazzensemble leitete und bis 1982 tätig war. In seinem Ruhestand zog er nach Syracuse, wo er weiterhin auftrat.
Shiner zu Ehren wurde 2000 von seiner Tochter Kristen Shiner McGuire der Raymond Shiner Jazz Award ins Leben gerufen.